# Sinteza masnih kiselina
Sinteza masnih kiselina je formiranje masnih kiselina iz acetil- i malonil- prekurzora dejstvom enzima sintaza masnih kiselina. Ona je deo procesa lipogeneze, koja - zajedno sa glikolizom omogućava formiranje masti iz krvnog šećera u živim organizmima.

## Masne kiseline pravog lanca
Masne kiseline pravog lanca mogu da budu zasićene i nezasićene.

### Zasićene masne kiseline pravog lanca
Slično sa β-oksidacijom, sinteza masnih kiselina  pravog lanca se odvija putem šest ponavljajućih reakcija, dok se ne formira 16 ugljenika duga palmitinska kiselina.
Dijagram prikazuje kako se masne kiseline sintetišu u mikroorganizmima i navodi enzime nađene u Ešerihiji koli. Te reakcije izvodi sintaza masnih kiselina II (FASII). Ona sadrži više enzima koji deluju kao kompleks. FASII je prisutna u prokariotama, biljkama, gljivama, kao i u mitohondriji.
Kod životinja, kao i kod kvasaca i nekih gljiva, te iste reakcije obavlja sintaza masnih kiselina I (FASI), veliki dimerni protein, koji sadrži sve enzimske komponente neophodne za formiranje masnih kiselina. FASI je manje efikasan od FASII, međutim, on omogućava formiranje većeg broja molekula, među kojima su masne kiseline srednje dužine lanca, putem rane terminacije sinteze.
Nakon formiranja 16:0 masne kiseline moguće su brojne modifikacije. Do njih posebno dolazi posredstvom sintaze masnih kiselina III (FASIII), koja koristi 2 ugljenika duge molekule da produži preformirane masne kiseline.
| Korak | Enzim                     | Reakcija | Opis                                             |
| ----- | ------------------------- | -------- | ------------------------------------------------ |
| (a)   | Acetil transacilaza       |          | Aktivira acetil za reakciju sa malonil-          |
| (b)   | Malonil transacilaza      | Center   | Aktivira malonil za reakciju sa acetil-          |
| (c)   | 3-ketoacil-ACP sintetaza     |          | Produžavanje acetil-ACP delom malonil-ACP lanca.    |
| (d)   | 3-ketoacil-ACP reduktaza     |          | Redukcija ugljenik 3 ketona do hidroksilne grupe |
| (e)   | 3-hidroksiacil-ACP dehidraza |          | Uklanjanje vode                                  |
| (f)   | Enoil-ACP reduktaza          |          | Redukcija C2-C3 dvostruke veze.                  |

## Masne kiseline razgranatog lanca
Masne kiseline razgranatog lanca su obično zasićene i pridaju jednoj od dv distinktne familije; izo-serije i anteizo-serije. Poznato je da Aktinomicetali poseduju jedinstvene sintetičke mehanizme masnih kiselina razgranatog lanaca, što obuhvata sintezu tuberkulosterne kiseline. 

## Spoljašnje veze
- Pregled
- Sinteza lipida Архивирано на веб-сајту  (18. април 2007)